# 3 the Hard Way
3 The Hard Way là một nhóm nhạc hip hop của New Zealand được thành lập vào năm 1994. Họ được biết đến với hai đĩa đơn số một ở New Zealand, "Hip Hop Holiday" vào năm 1994 và "It's On (Move to This)" vào năm 2003.

## Lịch sử
Bản phát hành đầu tiên của 3 The Hard Way là đĩa đơn "Hip Hop Holiday", được phát hành dưới nhãn đĩa Deepgrooves Entertainment vào năm 1994. Đĩa đơn đã đứng đầu bảng xếp hạng đĩa đơn của New Zealand trong ba tuần, và ban nhạc đã bán ra được hơn 7.500 bản.  Sau thành công của đĩa hát và vị trí top 10 của đĩa nhạc tiếp theo, "Many Rivers", nhóm đã phát hành album đầu tay của họ vào cuối năm đó, Old School Prankstas.
"Hip Hop Holiday" cũng được xếp hạng tại Úc, đạt vị trí thứ 17 trên bảng xếp hạng đĩa đơn và trở thành đĩa đơn bán chạy thứ 93 vào năm 1994 tại Úc. Bài hát lấy một phần nhỏ từ "Dreadlock Holiday" của 10cc. Do có sự xáo trộn với quyền phát hành bài hát, tất cả tiền bản quyền của bài hát này hiện thuộc về các thành viên 10cc, bao gồm Graham Gouldman và Eric Stewart.
Cuối năm 1995, sau một cuộc tranh chấp với Deepgrooves, nhóm đã quyết định tạm dừng sự nghiệp ca hát. Sự gián đoạn đó này trở thành một thời gian gián đoạn dài, và mặc dù nhóm đã từng thu âm một số bản demo, nhưng phải đến khi gặp gỡ tình cờ với nhà sản xuất Alan Jansson vào năm 2001, nhóm mới ký hợp đồng với hãng Joy của Jansson và Simon Grigg thông qua Sony Music.
3 The Hard Way phát hành album thứ hai Eyes on the Prize vào tháng 11 năm 2003. Album đạt được vị trí thứ 14 trên bảng xếp hạng album ở New Zealand. Đĩa đơn đầu tiên được phát hành từ album này, "It's On (Move to This)", có sự góp mặt của ca sĩ R&B Clement Karauti, đã giành vị trí quán quân sau 4 tuần trên bảng xếp hạng New Zealand, và làm nên lịch sử âm nhạc New Zealand khi 3 The Hard Way trở thành nghệ sĩ New Zealand duy nhất hai lần giành lấy vị trí số 1 từ một nghệ sĩ New Zealand khác. Lần này, đĩa đơn của họ, đã thay thế cho "Stand Up " của Scribe, trải qua tổng cộng 12 tuần ở vị trí đầu bảng xếp hạng đĩa đơn ở New Zealand.
Cựu thành viên của nhóm, Lance 'DJ Damage' Manuel đã không tham gia lại ban nhạc khi nó được cải tổ. Ban nhạc đã mất dần tiếng tăm kể từ đó.
Old School Prankstas được phát hành lại dưới nhãn đĩa Joy Records vào năm 2012.

## Thành viên
- Chris 'Mighty Boy C' Maiai
- Mike 'DJ Mike Mixx' Paton

Cựu thành viên
- Lance 'DJ Damage' Manuel

## Danh sách đĩa nhạc

### Album
| Năm phát hành | Tiêu đề              | Nhãn đĩa                  | NZ | Chứng nhận | Catalog Number |
| ------------- | -------------------- | ------------------------- | -- | ---------- | -------------- |
| 1994          | Old School Prankstas | Deepgrooves Entertainment | 50 | Bạch kim   | DG037          |
| 2003          | Eyes on the Prize    | Joy Records               | 14 | Vàng       | JOY 105        |

### Đĩa đơn
| Năm  | Tiêu đề                  | Album                | NZ | AUS | Chứng nhận |
| ---- | ------------------------ | -------------------- | -- | --- | ---------- |
| 1994 | "Hip Hop Holiday"        | Old School Prankstas | 1  | 17  | NZ: Vàng   |
| 1994 | "Many Rivers"            | Old School Prankstas | 10 | 88  | –          |
| 1994 | "All Around"             | Old School Prankstas | 22 | –   | –          |
| 2003 | "It's On (Move to This)" | Eyes on the Prize    | 1  | –   | Vàng       |